# Navy Blues
Navy Blues é um filme norte-americano, do gênero comédia, dirigido por Ralph Staub. Lançado em 1937, foi protagonizado por Dick Purcell.

## Elenco
- Dick Purcell como Russell J. 'Rusty' Gibbs
- Mary Brian como Doris Kimbell
- Warren Hymer como Gerald 'Biff' Jones
- Joe Sawyer como Chips
- Edward Woods como Julian Everett
- Horace McMahon como Gateleg
- Chester Clute como Uncle Andrew Wayne
- Lucile Gleason como Aunt Beulah Wayne
- Ruth Fallows como Goldie
- Alonzo Price como Dr. Crowley
- Mel Ruick como Lawson
- Carleton Young como Spencer, da Inteligência Naval